# Alchemilla palustris
Alchemilla palustris é uma espécie de rosácea do gênero Alchemilla, pertencente à família Rosaceae.